# Andrena baeriae
Andrena baeriae är en biart som beskrevs av Timberlake 1941. Andrena baeriae ingår i släktet sandbin, och familjen grävbin. Artens utbredningsområde är Nordamerika. Inga underarter finns listade i Catalogue of Life.